# Lucques Trigaut
Lucques Trigaut est une dessinatrice et aquarelliste belge née à Bruxelles en 1930 où elle réside et travaille.

## Biographie
Lucques Trigaut fréquente plusieurs écoles d’art à Bruxelles où elle étudie les maîtres anciens et modernes. Les copies qu’elle réalise alors (Breughel, Van Gogh, Picasso et Chirico) lui apportent une formation technique bien assurée. Pourtant elle n’en tire que peu de profit dans son travail pictural.
Passionnée d’arts premiers et naïfs, elle a beaucoup voyagé à la rencontre d’artistes alors inconnus du grand public. Elle a participé à diverses activités du mouvement international Phases depuis 1990 et s’est liée d’amitié avec, entre autres, Paul Delvaux, Gabriel Belgeonne, Marie Carlier, Lismonde, Octave Landuyt, Jacques Lacomblez, Jacques Zimmermann, Claude Tarnaud, Jean Thiercelin.
Depuis 1968, elle réalise des aquarelles et des dessins à l’encre de Chine d’une grande originalité, extrêmement fouillés et quasiment automatiques, puisés dans son modèle intérieur. En général, ses papiers sont de petits formats mais son travail offre une impression de vastitude. Lucques Trigaut poursuit les traces mouvantes du désir en sécrétion, elle « scrute l’âme universelle proprement dite ». (J.W. Ritter*)
Une importante exposition qui montre la cohérence de son travail sur plusieurs décennies va lui être consacrée aux cimaises de la Maison Lismonde à Linkebeek (Belgique) du 6 octobre au 1er décembre 2013.
« L’accumulation semble-t-il volontaire, méthodique, obstinée, la mécanique des signes, mais souple, ailée, fluide, cernent, tissent et nomment à la fois les très patients ouvrages de Lucques Trigaut. Comme une toile arachnéenne vibre tout à coup et se matérialise, elle condense une émotion, cristallise traits et couleurs, et comme une pierre de rêve soudainement révélée, il nous semble entendre un lointain cliquetis musical, un secret bruissement de formes.» (texte de présentation de Philippe Roberts-Jones à son exposition personnelle en la salle Saint-Georges de Mons en 1990, mars 1986)

## Expositions personnelles
- 1980 : Pologne : Poznań, Varsovie, Sieradz, Tarnów, Toruń, Pila, Sandomierz, Częstochowa, Piotrków Trybunalski.
- 1986 : Belgique : Lasne : « International Art Gallery », « Territoires » (avec Lacomblez et Zimmermann)
- 1990 : Belgique : Mons : Salle Saint-Georges : « Œuvres 1968-1990) » (dans le cadre de l’exposition « Phases belgiques » au Musée de Mons)
- 1994 : Belgique : Lasne : « International Art Gallery », « Territoires » (avec Lacomblez et Zimmermann)
- 1999 : Belgique : Lasne : « International Art Gallery », « Territoires » (avec Lacomblez et Zimmermann et, en invité, Victor Chab)
- 2002 : Belgique : Lasne : « International Art Gallery », « Territoires » (avec Lacomblez et Zimmermann)
- 2005 : Belgique : Lasne : « International Art Gallery », « Territoires » (avec Lacomblez et Zimmermann et, en invité, Marie Carlier)
- 2006 : Belgique : Lasne : « International Art Gallery » : rétrospective
- 2010 : Belgique : Bruxelles : Galerie Quadri (à l’occasion de la parution du recueil de poèmes de Ludovic Tac, « Le Verger dans l’Île », avec douze dessins de Lucques Trigaut. Éditions Quadri, Collection « L’échelle de verre », Bruxelles
- 2013 : Belgique : Linkebeek, "Huize la Maison Lismonde", encres et aquarelles

## Expositions d'ensemble
- 1982 : Belgique : Bruxelles, Mons, Alost, « Klangfarbenmelodie » (Centenaire Karol Szymanovski, UNESCO) : 4 artistes polonais, 4 artistes belges.
- 1988 : Belgique : Bruxelles : galerie Jernander
- de 1985 à 1989 : Belgique : Lasne : « International Art Gallery », expositions d’été
- 1990 : Belgique : Mons : Musée, « Phases belgiques, courant continu »
- 1995 : Belgique : Bruxelles : Group II Gallery : « Belgian women artists » (avec entre autres Marthe Donas, Suzanne Van Damme, Suzanne Thienpont, Mig Quinet, Simonetta Jung, Elise Delbrassinne.)
- 2000 : France : Arras et Mayenne : « Le Mouvement Phases de 1952 à l’horizon 2001 »
- 2007 : France : Paris : Galerie Nuit d’encre 64 et à La Halle Saint-Pierre : « L’Envers du Réel » (une organisation de « Les loups sont fâchés »)
- 2007 : Belgique : Mons : « Le Surréalisme en Belgique (1924-2000)
- 2008 : France : Saint-Brieuc (Côtes d’Armor) : Musée d’Art et d’Histoire, « Phases à l’ouest »

## Œuvres dans les Collections publiques
- Belgique : Bruxelles : Musée royal d’Art Moderne
- Belgique : Collections de la Province de Hainaut
- Pologne : Musées des villes de Poznań et de Toruń

## A illustré les recueils poétiques suivants
- Jacques Lacomblez, « Extrême du Temps », éd. Quadri, Bruxelles, 2007
- Ludovic Tac*, « Le Verger dans l’île », éd. Quadri, collection « L’échelle de verre », Bruxelles, 2010
- Guy Cabanel, « Chants d’autres mémoires », ill. en coul., éd. des Deux Corps, Rennes, 2012 ;  (ISBN 978-2-919534-11-1)
- Guy Cabanel, Les Sites du Serpent : "Stonehenge" & couverture, Éd. Sónambula, Montréal, 2017